# Marjorie Daw
Marjorie Daw (19 de enero de 1902 – 18 de marzo de 1979) fue una actriz cinematográfica estadounidense de la época del cine mudo.

## Biografía
Su verdadero nombre era Margarita House, y nació en Colorado Springs (Colorado). Daw empezó a actuar siendo adolescente para poder salir adelante, tanto ella como su hermano menor, tras la muerte de sus padres. Daw debutó en el cine en 1914, trabajando de manera constante a lo largo de la década de 1920. Tras la llegada del cine sonoro se retiró de la actuación, habiendo trabajado, a lo largo de su carrera, en un total de 68 títulos entre 1914 y 1927.
Daw Se casó dos veces. Su primer matrimonio fue con el director A. Edward Sutherland en 1923. La pareja no tuvo hijos y se divorciaron en 1925. En 1929 volvió a casarse, esta vez con Myron Selznick, con quien tuvo una hija, Joan, permaneciendo juntos hasta 1942.
Marjorie Daw falleció en 1979 en Huntington Beach (California). Tenía 77 años de edad. Sus restos fueron incinerados, y las cenizas depositadas en el Mausoleo y Crematorio Cypress View de San Diego (California).

## Selección de su filmografía
| Año  | Título                            | Papel                       | Observaciones                                |
| ---- | --------------------------------- | --------------------------- | -------------------------------------------- |
| 1914 | The Love Victorious               |                             |                                              |
| 1915 | The Unafraid                      | Irenya                      | Otro título: The Unexpected                  |
| 1915 | The Captive                       |                             |                                              |
| 1916 | The House with the Golden Windows | Un hada                     | Otro título: The House of the Golden Windows |
| 1917 | Joan the Woman                    | Katherine                   |                                              |
| 1917 | Rebecca of Sunnybrook Farm        | Emma Jane Perkins           |                                              |
| 1918 | Headin' South                     |                             |                                              |
| 1918 | Mr. Fix-It                        | Marjorie Threadwell         |                                              |
| 1918 | He Comes Up Smiling               | Billie Bartlett             |                                              |
| 1919 | The Knickerbocker Buckaroo        | Rita Allison                |                                              |
| 1919 | His Majesty, the American         | Felice, Condesa de Montenac |                                              |
| 1920 | Don't Ever Marry                  | Dorothy Whynn               |                                              |
| 1920 | Dinty                             | Ruth Whitely                |                                              |
| 1921 | The Butterfly Girl                | Edith Folsom                |                                              |
| 1921 | Cheated Hearts                    | Muriel Bekkman              |                                              |
| 1922 | The Lone Hand                     | Sue De Muidde               |                                              |
| 1922 | Love Is an Awful Thing            | Helen Griggs                |                                              |
| 1923 | Rupert of Hentzau                 | Rosa Holf                   |                                              |
| 1923 | The Call of the Canyon            | Flo Hunter                  |                                              |
| 1924 | Human Desires                     | Joan Thayer                 |                                              |
| 1924 | The Passionate Adventure          | Vicky                       |                                              |
| 1925 | One Way Street                    | Elizabeth Stuart            |                                              |
| 1925 | East Lynne                        | Barbara Hare                |                                              |
| 1926 | The Highbinders                   | Hope Masterson              |                                              |
| 1926 | Redheads Preferred                | Angela Morgan               |                                              |
| 1927 | Why Girls Say No                  | Becky                       |                                              |
| 1927 | Outlaws of Red River              | Mary Torrence               |                                              |